# Радклиф (Ајова)
Радклиф (енгл. Radcliffe) град је у америчкој савезној држави Ајова. По попису становништва из 2010. у њему је живело 545 становника.

## Демографија
Према попису становништва из 2010. у граду је живело 545 становника, што је -62 (-10.2%) становника више него 2000. године.
| Група             | 2000.       | 2010.       |
| Белци             | 573 (94,4%) | 512 (93,9%) |
| Афроамериканци    | 0 (0,0%)    | 0 (0,0%)    |
| Азијати           | 0 (0,0%)    | 0 (0,0%)    |
| Хиспаноамериканци | 27 (4,4%)   | 31 (5,7%)   |
| Укупно            | 607         | 545         |